# 愛河姫奈
愛河 姫奈（あいかわ ひめな、1988年12月22日 - ）は、東京都出身の女性タレント。身長166cm、血液型はAB型。

## 人物
- 特技は笑顔・愛嬌・イラスト・迷子になること・猫と仲良くなること、軟体。
- 趣味はインターネットとブログ、コスプレ・猫と遊ぶこと、カラオケ。
- 好きな食べ物はもやし。自称もやし姫。
- 飼い猫の詠芽(えめ)を溺愛しており、たびたびブログに登場する。
- イラストが得意。よく自画像や猫の絵を描いてブログに載せている。
- よくカラオケやネットカフェに一人で出没する。通称ヒトカラ。

## 出演

### 雑誌・新聞
- 日刊ゲンダイ@失礼します（2007年8月3日、株式会社日刊現代）

### 撮影会
- すたじお7撮影会（2007年4月8日） - モデル：麻生あいみ、ハシモト、秋葉みのり、桜藤ルミ、愛河姫奈
- アケスタ撮影会（2007年7月7日）

### Web
- 日刊ゲンダイ@失礼します - グラビア